# Duch gór (film)
Duch gór (org. Rübezahls Schatz) – niemiecko-czeski telewizyjny familijny z 2017 roku, należący do cyklu filmów telewizyjnych Märchenperlen (Bajkowe Perły). Film jest oparty na legendach o Duchu Gór Karkonoszy, znanym też jako Liczyrzepa (niem. Rübezahl). 

## Obsada
- Sabin Tambrea: Rübezahl / Montanus
- Henriette Confurius: Magd Rosa
- Gitta Schweighöfer: matka Rosy
- Catherine Flemming: baronowa von Harrant
- David Schütter: Erik
- Amelie Plaas-Link: Klärchen
- Thorsten Merten: lekarz
- Joachim Foerster: Frieder
- Rüdiger Klink: hrabia
- Dagmar Leesch: hrabina